# Jean-Paul van Gastel
Jacobus Johannes Martinus Paulus van Gastel (Breda, Países Bajos, 28 de abril de 1972), más conocido como Jean-Paul van Gastel, es un exfutbolista y entrenador neerlandés. Actualmente está sin club.

## Carrera como jugador
Van Gastel inició su carrera en Willem II en 1990, donde jugó seis temporadas. En 1996 se marchó al Feyenoord por dos millones de florines.En el club de Róterdam formó un centro del campo muy elogiado con Paul Bosvelt, además de consagrarse como un especialista en tiros libres.
Después de seis temporadas en Países Bajos, se marchó a Italia para jugar en el modesto Ternana de la Serie B. Sin embargo, su etapa en el fútbol italiano no resultó muy exitosa desde el punto de vista deportivo a partir del descenso del equipo.Después de estar bajo contrato con el Como durante algunas semanas, De Graafschap lo trajo de regreso a Holanda. En su única temporada en el club de Doetinchem, sólo jugó trece partidos donde marcó dos goles.

## Carrera como entrenador
Después de su carrera como jugador, van Gastel se volvió activo como entrenador juvenil en el Feyenoord y pasó a jugar en el club de la liga mayor Zwart-Wit'28. Tras la quiebra de Zwart-Wit a principios de 2004, se trasladó a Achilles Veen. El 31 de mayo de 2007, reemplazó a Henk Fraser como nuevo entrenador del Jong Feyenoord. 
A partir de la temporada 2011-12, fue asistente técnico de Ronald Koeman en el Feyenoord, junto con Giovanni van Bronckhorst.Más tarde, continuó en la misma función con este último en el equipo neerlandés y en el Guangzhou R&F.En enero de 2021, fue anunciado como entrenador del equipo chino donde lo llevó a la posición N°9 en su primera temporada.A pesar de extender su contrato en mayo de 2022,unas semanas más tarde dejó su cargo de mutuo acuerdo.
El 25 de septiembre de 2023, fue confirmado como entrenador del NAC Breda, en reemplazo del destituido Peter Hyballa.El 30 de marzo de 2024, el club confirmó que dejaría su cargo al final de la temporada.El 2 de junio, logró el ascenso a la Eredivisie luego de derrotar al Excelsior en la final de los play-offs por 7-6 en el global.
En junio de 2024, volvió a ser el asistente técnico de Giovanni van Bronckhorst en su paso por el Beşiktaş.No obstante, el 30 de noviembre, dejó su cargo después del despido del técnico neerlandés.

## Clubes

### Como jugador
| Club           | País         | Año       |
| -------------- | ------------ | --------- |
| Willem II      | Países Bajos | 1990-1996 |
| Feyenoord      | Países Bajos | 1996-2001 |
| Ternana Calcio | Italia       | 2001-2002 |
| Como 1907      | Italia       | 2002      |
| De Graafschap  | Países Bajos | 2002-2003 |

### Como entrenador
| Club           | País         | Año       |
| -------------- | ------------ | --------- |
| Jong Feyenoord | Países Bajos | 2005-2011 |
| Guangzhou R&F  | China        | 2021-2022 |
| NAC Breda      | Países Bajos | 2023-2024 |

## Palmarés

### Como jugador

#### Campeonatos nacionales
| Título                        | Club      | País         | Año     |
| ----------------------------- | --------- | ------------ | ------- |
| Eredivisie                    | Feyenoord | Países Bajos | 1998-99 |
| Supercopa de los Países Bajos | Feyenoord | Países Bajos | 1999    |